# 贝氏四极虫
贝氏四极虫（学名：Chloromyxum bychowyskii）为四极科四极虫属的动物。分布于俄罗斯以及辽宁等，营寄生生活，寄生在赤眼鳟的胆囊。